# Energy (Operation Ivy)
Energy è il primo e unico album full length degli Operation Ivy, pubblicato dalla Lookout! Records nel 1989.

## Il disco
L'album fu registrato poco prima dello scioglimento della band, avvenuto dopo un ultimo concerto al 924 Gilman Street, attorno al quale, allora, girava ed era nata la vivacissima scena punk della famosa East Bay californiana. Il disco mischia hardcore punk grezzo e velocissimo con lo ska, accentuato anche dal sax nella traccia Bad Town. Esistono quattro versioni di questo album: l'LP e la musicassetta originali, il CD e il picture disc; ognuna di queste tre versioni è parzialmente diversa dalle altre.

## La versione originale
La versione originale dell'album uscì nel maggio 1989 su LP e musicassetta per la Lookout! Records e conteneva 19 tracce; il disco è stato stampato solo su vinile nero, mentre la musicassetta è bianca. Le prime e più vecchie copie del disco si riconoscono perché a differenza delle ristampe più recenti, recano, sul retro della copertina, l'indirizzo della Lookout! a Laytonville, California, prima sede della casa discografica. L'indirizzo sulle ristampe, invece, riporta come sede la cittadina californiana Berkeley. La versione su musicassetta è identica a quella dell'LP; la musicassetta è, appunto, bianca e il libretto riporta i testi, un'immagine della band, i ringraziamenti e l'indirizzo (Laytonville) della casa discografica, tutto come nell'inserto dell'LP.

## Versione CD
La versione su CD, sempre per la Lookout!, uscì invece postuma nel 1991, quando la band si era già sciolta da due anni. Il cd, a differenza della versione originale su vinile, contiene 27 tracce: delle otto aggiunte, sei furono tratte dall'EP Hectic, e due dalla compilation Turn It Around!: il cd, dunque, a voler essere precisi, può essere considerato una raccolta.

## La versione supicture disc
Si tratta di una versione del disco del tutto uguale a quella originale, sennonché uscì il 21 ottobre 2004 per la casa discografica Machete Records su picture disc, sul quale è raffigurato il Dancing Ska Man che si trova sulla copertina di Energy stesso.

## Tracce (versione originale)

### Lato A
1. Knowledge - 1:40
2. Sound System - 2:14
3. Jaded - 1:49
4. Take Warning - 2:44
5. The Crowd - 2:10
6. Bombshell - 1:01
7. Unity - 2:13
8. Vulnerability - 1:58
9. Bankshot - 1:30

### Lato B
1. One Of These Days - 1:05
2. Gonna Find You - 1:52
3. Bad Town - 2:32
4. Smiling - 1:44
5. Caution - 1:23
6. Freeze Up - 2:19
7. Artificial Life - 2:03
8. Room Without A Window - 1:31
9. Big City - 2:14
10. Missionary - 2:05

## Tracce (versione cd)
1. Knowledge - 1:40
2. Sound System - 2:14
3. Jaded - 1:49
4. Take Warning - 2:44
5. The Crowd - 2:10
6. Bombshell - 1:01
7. Unity - 2:13
8. Vulnerability - 1:58
9. Bankshot - 1:30
10. One Of These Days - 1:05
11. Gonna Find You - 1:52
12. Bad Town - 2:32
13. Smiling - 1:44
14. Caution - 1:23
15. Freeze Up - 2:19
16. Artificial Life - 2:03
17. Room Without A Window - 1:31
18. Big City - 2:14
19. Missionary - 2:05
20. Junkie's Runnin' Dry - 2:03
21. Here We Go Again - 2:04
22. Hoboken - 1:10
23. Yellin' In My Ear - 1:31
24. Sleep Long - 2:06
25. Healthy Body - 1:40
26. Officier - 1:55
27. I Got No - 1:15

## Tracce (versione picture disc)

### Lato A
1. Knowledge - 1:40
2. Sound System - 2:14
3. Jaded - 1:49
4. Take Warning - 2:44
5. The Crowd - 2:10
6. Bombshell - 1:01
7. Unity - 2:13
8. Vulnerability - 1:58
9. Bankshot - 1:30

### Lato B
1. One Of These Days - 1:05
2. Gonna Find You - 1:52
3. Bad Town - 2:32
4. Smiling - 1:44
5. Caution - 1:23
6. Freeze Up - 2:19
7. Artificial Life - 2:03
8. Room Without A Window - 1:31
9. Big City - 2:14
10. Missionary - 2:05

### Formazione
- Jesse Michaels - voce
- Lint (Tim Armstrong) - chitarra
- Matt McCall (Matt Freeman) - basso
- Dave Mello - batteria

### Altri musicisti
- Paul Bae - sassofono